# Javier del Castillo Bandrés
Javier del Castillo Bandrés (Sangüesa, Navarra, 16 de noviembre de 1938-30 de diciembre de 2024) fue un político español que desempeñó el cargo de alcalde de Sangüesa entre 1979 y 1995.
Además, fue diputado del Parlamento de Navarra entre 1979 y 1983, Senador entre 1989 y 1993 y Consejero del Gobierno de Navarra entre 1995 y 1996.

## Biografía
Javier nació en la localidad navarra de Sangüesa en plena guerra civil española, en el seno de una familia numerosa, con ocho hermanos. Sus padres, Sabino y Carmen eran agricultores. Javier, que siempre se mostró orgulloso de sus orígenes, fue cofrade de la Virgen del Socorro de Sangüesa. 
En su localidad natal fue el primer alcalde democrático, permaneciendo en el cargo durante dieciséis años (1979-1995), con la Agrupación Independiente San Sebastián (AISS). Desde allí contribuyó al desarrollo de la localidad navarra, además de presidir la Federación Navarra de Municipios y Concejos (FNMC), siendo un firme defensor del papel de los ayuntamientos en la democracia.
Aunque inició su actividad laboral como maestro de EGB en el colegio Luis Gil de Sangüesa, llegando a ser el director del centro educativo, tiempo después se dedicó a la política, llegando a ser un destacado miembro de Unión del Pueblo Navarro (UPN). Durante su larga trayectoria política pasó por diversos cargos: parlamentario foral en la legislatura constituyente (1979-1983); senador por Navarra en la cuarta legislatura (1989-1993) como parte del Grupo Parlamentario Popular; y consejero de Medio Ambiente y Ordenación del Territorio del Gobierno de Navarra (1995-1996). Tras la escisión de UPN liderada por Juan Cruz Alli para fundar Convergencia de Demócratas de Navarra (CDN), Javier del Castillo se unió al nuevo partido.
Apodado como Chilo, se casó con María Jesús Munarriz Mina, con quien tuvo dos hijos: María y Javier.